# Петерсон, Александр Юлисович
Александр Юлисович Петерсон (12 октября 1925, Ленинград) — советский тренер по гребле на байдарках и каноэ. Мастер спорта СССР (1954).
С 1946 года работал тренером в ленинградском областном совете физкультурно-спортивного общества «Динамо», подготовил многих титулованных гребцов, в том числе Анатолия Седашёва, Игоря Писарева, Михаила Каалесте. Заслуженный тренер СССР.

## Биография
Родился 12 октября 1925 года в Ленинграде. С детства увлекался спортом, участвовал в соревнованиях по лыжным гонкам и гребле на байдарках. Окончил Государственный институт физической культуры имени П. Ф. Лесгафта (ныне Национальный государственный университет физической культуры, спорта и здоровья имени П. Ф. Лесгафта).
Участвовал в Великой Отечественной войне.
По окончании войны в 1946 году занялся тренерской деятельностью в ленинградском областном совете физкультурно-спортивного общества «Динамо». За долгие годы тренерской работы подготовил многих талантливых гребцов-байдарочников. Так, среди его учеников — заслуженные мастера спорта Игорь Писарев и Михаил Каалесте, серебряные призёры летних Олимпийских игр 1956 года в Мельбурне, победители многих регат международного и всесоюзного значения. Другой известный его воспитанник — заслуженный мастер спорта Анатолий Седашёв, чемпиона мира и Европы в программе эстафеты 4 × 500 метров.
За выдающиеся достижения на тренерском поприще Александр Петерсон удостоен почётного звания «Заслуженный тренер СССР».
Жена — чемпионка СССР по гребле на байдарках и каноэ З. Е. Петерсон.